# بریستول بریگاند
بریستول بریگاند (به انگلیسی: Bristol Brigand) یک هواگرد ساختِ کارخانهٔ بریستول ایروپلین در کشور بریتانیا است . نخستین استفاده‌کنندهٔ این هواپیما نیروی هوایی سلطنتی بریتانیا بوده‌است. این هواگرد برای نخستین بار در ۴ دسامبر ۱۹۴۴ میلادی مورد استفاده قرار گرفت.